# 恒興黃金
恆興黃金控股有限公司，簡稱恆興黃金（英語：Hengxing Gold Holdings Limited，港交所除牌前：2303），在2003年，創立名為新疆金川礦業有限公司，取得金山金礦及其周邊地區的勘探證，業務當時在全球經營探索、開發及營運黃金項目，現時為山東黃金旗下。

## 历史
2003年，創立名為新疆金川礦業有限公司。
2009年，廈門恆興集團有限公司，向International Goldfields及新疆地質收購金川礦業的90%及10%股權。
股份在2014年5月29日於港交所主板上市，發售定價為1.6至2港元，發售股份為2.3億股，而集資額為4.6億港元，主要用作40%將用作於2015年底前為全泥氫化項目提供資金，公司計劃將該等所得款項的32%用於建造及安裝全泥氰化生產設施及配套設施，以及購置相關設備；8%用於購買土地使用權、僱用項目設計和監管專家、實施工作安全措施、以及申請相關牌照。紫金礦業及恆安國際許連捷家族私人企業分別投資5000萬和7000萬港元。
2020年9月30日，恆興黃金被山東黃金私有化，據指出把註銷恆興黃金1股股份，換取山東黃金0.17241股股份。
2021年1月28日完成收購，2021年2月1日退市。